# Nothing in Common
Nothing in Common är en låt av den brittiska gruppen Thompson Twins från soundtracket till den amerikanska filmen med samma titel. Den är skriven av duon Tom Bailey och Alannah Currie och utgavs som singel i juli 1986. Singeln nådde som bäst 54:e plats på amerikanska Billboard Hot 100-listan.
Nothing in Common låg två veckor på Trackslistan med 13:e plats som högsta placering den 25 oktober 1986.
I videon till låten medverkar filmens skådespelare Tom Hanks.

## Utgåvor
7" Singel
1. "Nothing In Common" - 3:24
2. "Nothing To Lose" - 4:15

12" Singel
1. "Nothing In Common" (7" Single) - 3:30
2. "Revolution" (Extended Remix) - 6:25 (Lennon/McCartney)
3. "Nothing In Common" (7" Remix) - 4:08
4. "Nothing In Common" (Street Mix-Vocal & Instrumental) - 6:22
5. "Nothing In Common" (Club Mix) - 7:38